# Mitt folk är icke ditt
Mitt folk är icke ditt är en svensk dramafilm från 1944 i regi av Weyler Hildebrand. I huvudrollerna ses Sonja Wigert, Gunnar Björnstrand och Hampe Faustman.

## Handling
Den unga pianisten Else Hill återvänder hem efter att framgångsrikt ha turnerat världen runt. Hennes far, skeppsredare John Hill, välkomnar sin dotter hem med en tillställning. Men middagen störs av ett flyglarm. Landet har ockuperats av främmande makt och deras ledare heter major Rolf von Ritter.            
Else Hill får besök av von Ritter, då de tidigare haft en romans. Nu avvisar Else Rolf. ”Mitt folk är icke ditt”, säger hon. 
Elses far och svåger blir fängslade och Else, som blivit sedd med von Ritter, straffas för samröre med förtryckarna. Trots det söker hon upp von Ritter för att be om hjälp att få sin far fri.

## Om filmen
Som förlaga har man Carin Fischer-Hugnes roman Ditt folk är icke mitt som utgavs 1943. Inspelningen skedde med ateljéfilmning vid Sandrew-Ateljéerna och Imagoateljén av Göran Strindberg. Filmen premiärvisades den 19 juni 1944 på biograf Grand vid Sveavägen i Stockholm.
Berättelsen anspelar relativt tydligt på den tyska ockupationen av Norge, men vid inspelningen undvek man att visuellt understryka parallellerna såtillvida att soldaterna i filmen inte bär autentiska tyska uniformer.

## Rollista i urval
- Sonja Wigert – Else Hill, pianist
- Gunnar Björnstrand – major Rolf von Ritter
- Hampe Faustman – Max Holm, kypare
- Håkan Westergren – Georg Lycke, skådespelare
- Björn Berglund – doktor Herbert Ran
- Mona Mårtenson – Mary Ran, hans hustru, Elses syster
- Sven Bergvall – skeppsredare John Hill, Elses och Marys far
- Anna-Lisa Baude – tant Sara, John Hills syster
- Douglas Håge – polismästare Wulff
- Nils Hallberg – Ernst Holm, Max bror
- Olle Hilding – Max och Ernsts far, portvakt
- Åke Engfeldt – Ernst Holms kamrat, motståndsman
- Nils Nordståhl – Henri, Ernst Holms kamrat, motståndsman
- Fylgia Zadig – Anna, tjänsteflicka hos Hill
- Aurore Palmgren – Maria, husfru hos Hill
- Sven d'Ailly – kapten Miller, von Ritters adjutant
- Linnea Hillberg – kvinna på restaurang
- Erland Colliander – gammal jude på båt
- Claes Thelander – ockupationsman
- Olav Riégo – läkare, motståndsman

## Musik i filmen
- "Pianokonsert nr 1 i h-moll, op. 23. Sats 1", kompositör Pjotr Tjajkovskij, instrumental
- "Vals, piano, op. 34 nr 2, Ass-dur", kompositör Frédéric Chopin, instrumental
- "Jeg elsker Dig!", kompositör Edvard Grieg, text H.C. Andersen, instrumental
- "Csak egy kislány van a világon (Mustalainen)", kompositör Elemér Szentirmay, arrangör Oskar Merikanto, instrumental
- "Ständchen (Horch, horch, die Lerch im Ätherblau)", kompositör Franz Schubert, engelsk text William Shakespeare, tysk översättning A.W. von Schlegel, instrumental
- "Vår Gud är oss en väldig borg (Eine feste Burg ist unser Gott)", kompositör och text Martin Luther, svensk text 1536 Olaus Petri, svensk text 1816 Johan Olof Wallin

## DVD
Filmen gavs ut på DVD 2016.